# Idaea joannisiata
Idaea joannisiata là một loài bướm đêm trong họ Geometridae.